# Crooked Fingers
Crooked Fingers is een Amerikaanse indierockband uit North Carolina, onder leiding van de voormalige Archers of Loaf-zanger Eric Bachmann. De band was eerder gevestigd in Seattle, Washington, Atlanta en Georgia, voordat ze naar Denver verhuisde. De band bracht albums uit bij WARM Records en Merge Records, voordat ze in 2008 volledig onafhankelijk werden. Ze hebben meestal een wisselende bezetting.

## Geschiedenis
Na het uiteenvallen van Archers of Loaf in 1998, begon Bachmann aan het soloproject Crooked Fingers. De eerste publicatie van dit project, een titelloze publicatie van verschillende nummers die hij had geschreven, werd in 2000 uitgebracht door WARM. Kort daarna volgde het tweede album Bring on the Snakes bij WARM. Na het uitbrengen van Bring on the Snakes tekende Crooked Fingers bij Merge Records. Onder dat label bracht Crooked Fingers in 2002 de ep Reservoir Songs uit, bestaande uit covers van artiesten als Neil Diamond en Queen. In 2003 brachten ze Red Devil Dawn uit, hun eerste volledige voor Merge Records. Ze brachten Dignity and Shame uit in 2005. In oktober 2008 bracht de band het album Forfeit/Fortune uit. De band weigerde een deal te sluiten met welk label dan ook, met een direct-to-retail-aanpak die werd ondersteund door verkoop op shows, de website van de band, iTunes en eMusic.
Na Breaks in the Armor in 2011 keerde de band terug naar Merge Records en voegde Bachmanns vrouw Liz Durrett zich bij de bezetting. Merge bracht in januari 2016 ook de eerste twee Crooked Fingers-platen opnieuw uit, waaronder talloze demo's naast de albums. Deze heruitgave viel echter samen met Bachmanns afscheid van de naam Crooked Fingers en werd gekenmerkt door twee shows in New York en Durham (North Carolina), waar hij de twee albums in hun geheel speelde met strijkers. Crooked Fingers toerde door de Verenigde Staten, Canada, Europa, Japan, Australië en Nieuw-Zeeland, zowel solo als met een volledige band. Ze waren te zien bij Morning Becomes Eclectic van KCRW en bij World Cafe van National Public Radio in mei 2005. Tijdens de Verenigde Staten/Canada Tour 2005 speelde Matt Gentling, voormalig lid van Archers of Loaf, de basgitaar. De rotatie van leden van de band omvatte muzikanten als Lara Meyerratken, R.L. Martin, Jo Jameson, Neil Swank, Barton Carroll, Kyle Johnson en Dov Friedman. Tijdens een Amerikaanse tournee uit 2008 waren de muzikanten bij Forfeit/Fortune te horen: Miranda Brown, Elin Palmer en Tim Husmann.

## Discografie

### Albums
- 2000: Crooked Fingers (Warm Records)
- 2001: Bring on the Snakes (Warm Records)
- 2003: Red Devil Dawn (Merge Records)
- 2005: Dignity and Shame (Merge Records)
- 2008: Forfeit/Fortune (Constant Artists/Red Pig)
- 2011: Breaks in the Armor (Merge Records)

### Singles en ep's
- 1999: Atchafalyan Death Waltz (7", Sub Pop)
- 1999: Broken Man (7", Red Pig)
- 2002: Reservoir Songs (ep, Merge Records)
- 2005: Sleep All Summer (live) (7", Eastern Fiction)
- 2010: Reservoir Songs Volume II (vinyl ep/alleen download, Foreign Leisure)